# Malpighische Gefäße

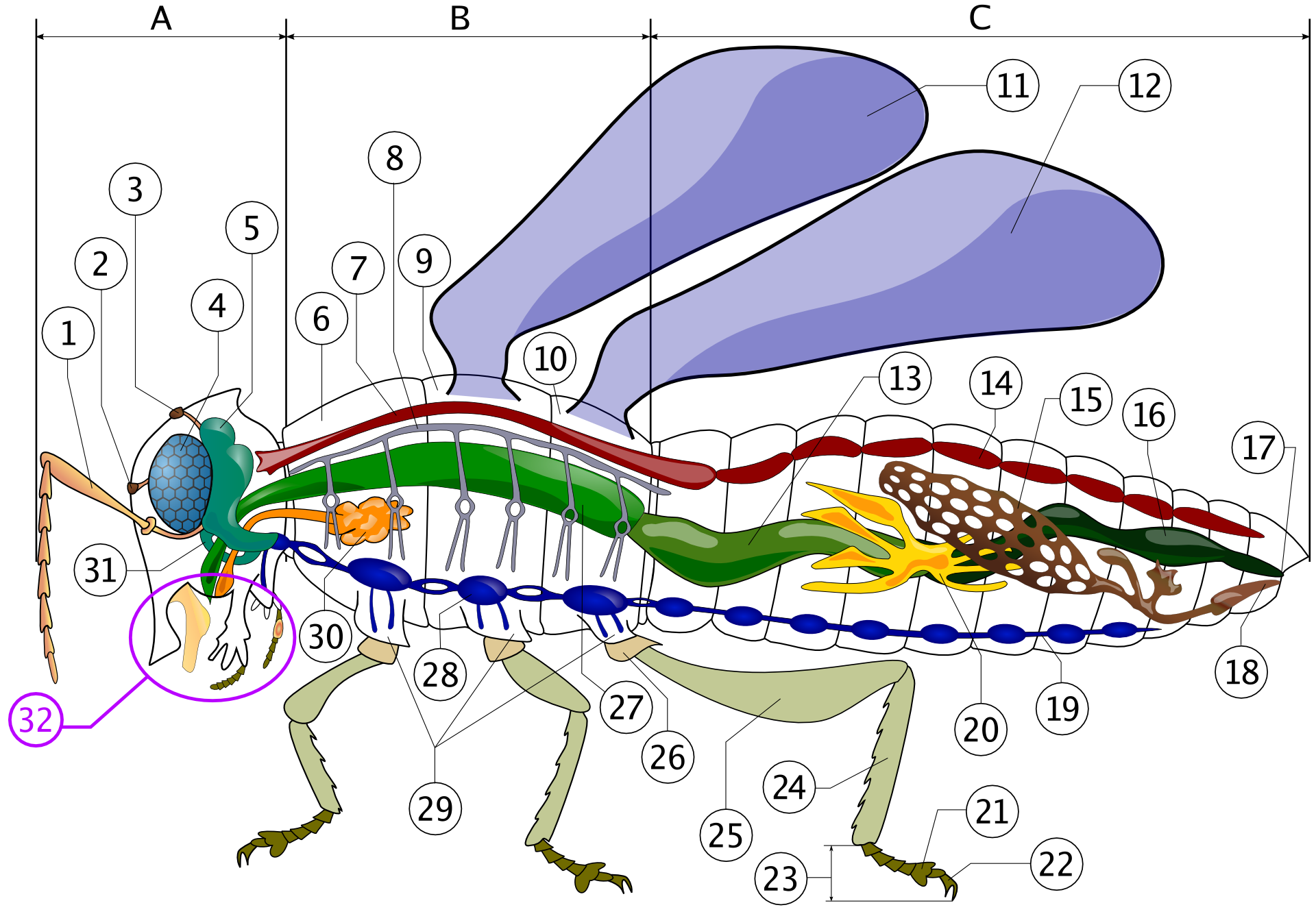
Schema der Insektenanatomie, (20 gelb): Malpighi-Gefäße

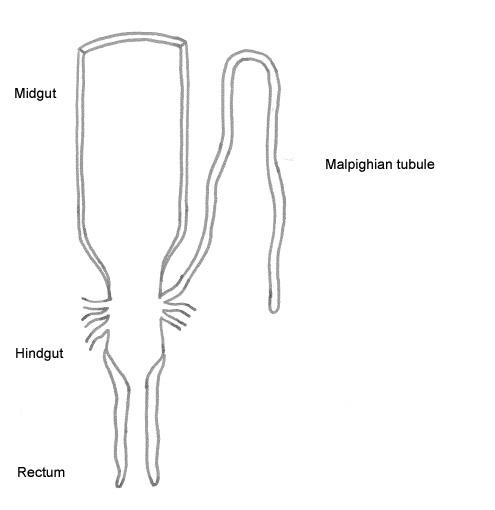
Schemazeichnung des letzten Teils des Verdauungstraktes eines Insekts, das ein Malpighisches Gefäß zeigt

Die Malpighischen Gefäße (nach Marcello Malpighi) sind Blindausstülpungen des Mitteldarmes (bei Spinnentieren) bzw. des Enddarmes (bei Tracheentieren). Man kann sie als die Nieren der Insekten und anderer landlebender Gliederfüßer und somit als leistungsfähige Exkretionsorgane betrachten.

## Funktion und Morphologie
Der Darm und die Malpighischen Gefäße sind durch eine peritrophische Membran getrennt. Epithelzellen transportieren aktiv Kalium- und Natrium-Ionen aus der Hämolymphe der Leibeshöhle in die Malpighischen Gefäße. An den Kalium-Transport ist ein Wasserimport gekoppelt. Aufgrund des aufgebauten elektrochemischen Gradienten kann Harnsäure trotz Konzentrationsunterschied in die Gefäße transportiert werden. Da Harnsäure schwer wasserlöslich ist, liegt sie in den Gefäßen kristallin vor, was für eine Wasserersparnis sorgt. Passiv werden auch Aminosäuren, Zucker, Harnstoff und weitere Salzionen abgegeben. Der pH-Wert liegt in den Malpighischen Gefäßen bei etwa 6,8 bis 7,5. Aus dem gebildeten isoosmotischen Harn werden im Enddarm und im Rectum aktiv Salzionen in die Hämolymphe der Leibeshöhle gepumpt, wobei Wasser wieder passiv nachströmt. Der pH-Wert liegt im Rectum bei 3,5 bis 4,5. Stoffe wie Aminosäuren und Zucker werden hier und im Enddarm wiedergewonnen. Der innergastrale Wasserkreislauf trägt in großem Maße zum Erfolg der Insekten als Landlebewesen bei, da er es ermöglicht einen Großteil an Wasser einzusparen. Die Regulation des Wasser- und Ionenhaushaltes (Osmoregulation) wird über das beschriebene System durchgeführt.
Ein großer Unterschied zu Säugernieren, Proto- und Metanephridien besteht darin, dass der Austransport der Stoffe nicht mittels Ultrafiltration, sondern durch (sekundär) aktive Transportprozesse stattfindet und Filtration keine Rolle spielt.

## Evolution
Die Evolution der Malpighischen Gefäße in Spinnentieren und Insekten verlief wahrscheinlich konvergent. Es besteht die Annahme, dass die Malpighischen Gefäße innerhalb der Stammesgeschichte der Gliederfüßer mindestens zweimal entstanden sind: Bei den Spinnentieren als Ausstülpung des entodermalen Mitteldarms und bei den Insekten als Ausstülpung des ektodermalen Enddarms. Allerdings wird die Phylogenese kontrovers diskutiert.